# اری فوکاتسو
اری فوکاتسو (انگلیسی: Eri Fukatsu؛ زادهٔ ۱۱ ژانویهٔ ۱۹۷۳) یک هنرپیشه اهل ژاپن است. وی از سال ۱۹۸۸ میلادی تاکنون مشغول فعالیت بوده‌است.